# Józef Bursa
Józef Bursa war ein polnischer nordischer Skisportler.
Bursa, der für Sokół Zakopane startete, belegte bei den Nordischen Skiweltmeisterschaften 1935 in Vysoké Tatry den 21. Platz im Wettbewerb der Nordischen Kombination sowie den 73. Platz im Skilanglauf über 18 Kilometer. Vier Jahre später erreichte er bei den Nordischen Skiweltmeisterschaften 1939 im heimischen Zakopane den 28. Rang in der Kombination sowie den 76. Rang im Skilanglauf. Bei den polnischen Skisprungmeisterschaften gewann er 1934 die Silbermedaille hinter Bronisław Czech.